# Англо-португальская армия
Англо-португальская армия была объединенной британской и португальской армией, которая участвовала в Пиренейской войне под командованием Артура Уэлсли. Армия также известна как британско-португальская, а на португальском языке как Exército Anglo-Luso или Exército Anglo-Português.
Британско-португальская армия была создана после того, как британская армия под командованием генерала Артура Уэлсли была развернута на Пиренейском полуострове, а португальская армия была заново воссоздана под руководством британского генерала Уильяма Бересфорда и португальского министра обороны Мигеля Перейры Форьяза. Новые португальские батальоны были снабжены британским обмундированием, обучены по британским стандартам и тщательно реорганизованы. Некомпетентные или коррумпированные офицеры были подвергнуты гражданской казни, и среди многообещающих унтер-офицеров им была найдена замена.
22 апреля 1809 года Уэлсли стал главнокомандующим британской армией на полуострове, заменив генерала Крэдока, чью оценку военной ситуации британское правительство сочло слишком пессимистичной. В то же время Уэлсли был назначен португальским правительством главнокомандующим португальской армии. В результате он стал командующим двух армий, которые превратил в единую армию.
Армия была поделена на дивизии, большинство которых включало смешанные британо-португальские подразделения. Обычно в каждой было две британские и одна португальская бригады. В элитной лёгкой дивизии сами бригады были смешанными, состоявшими из двух батальонов британской легкой пехоты и одного батальона португальских касадоров.

## Список битв
В нижеследующих таблицах приведён список битв и командующих англо-португальской армии на разных этапах Пиренейской войны.
|                       | Июль 1809 г.                             | Сентябрь 1810 г.                                                                                             | Май 1811 г.                                                                          | Сентябрь 1811 г.                                                                           |
| --------------------- | ---------------------------------------- | --- | ------------------------------------------------------------------------------------ | ------------------------------------------------------------------------------------------ |
| Главнокомандующий     | Генерал-лейтенант сэр Артур Уэлсли       | Генерал-лейтенант герцог Веллингтон                                                                          | Генерал-лейтенант герцог Веллингтон                                                  | Генерал-лейтенант герцог Веллингтон                                                        |
| Командиры корпусов    | -                                        | - | - Генерал-майор Брент Спенсер - Маршал Уильям Карр Бересфорд                         | - Генерал-майор Роланд Хилл - Генерал-лейтенант сэр Томас Грэхэм                           |
| Кавалерия             | Генерал-лейтенант Уильям Пейн            | - | Генерал-лейтенант сэр Степлтон Коттон Генерал-майор сэр Уильям Эрскин                | Генерал-лейтенант сэр Степлтон Коттон                                                      |
| 1-я дивизия           | Генерал-майор Джон Коуп Шербрук          | Генерал-майор Брент Спенсер                                                                                  | Генерал-майор Майлз Найтингейл                                                       | Генерал-лейтенант сэр Томас Грэхэм                                                         |
| 2-я дивизия           | Генерал-майор Роланд Хилл                | Генерал-майор Роланд Хилл                                                                                    | Генерал-майор Уильям Стюарт                                                          | Генерал-майор Уильям Стюарт                                                                |
| 3-й дивизия           | Генерал-майор Александр Рэндолл Маккензи | Генерал-майор Томас Пиктон                                                                                   | Генерал-майор Томас Пиктон                                                           | Генерал-майор Томас Пиктон                                                                 |
| 4-я дивизия           | Бригадный генерал Александр Кэмпбелл     | Генерал-майор Лоури Коул                                                                                     | Генерал-майор Лоури Коул                                                             | Генерал-майор Лоури Коул                                                                   |
| 5-я дивизия           | -                                        | Генерал-майор Джеймс Лейт                                                                                    | Генерал-майор сэр Уильям Эрскин                                                      | Генерал-майор Джеймс Данлоп                                                                |
| 6-я дивизия           | -                                        | - | Генерал-майор Александр Кэмпбелл                                                     | Генерал-майор Александр Кэмпбелл                                                           |
| 7-я дивизия           | -                                        | - | Генерал-майор Уильям Хьюстон                                                         | Генерал-майор Джон Сонтаг                                                                  |
| Легкая дивизия        | -                                        | Бригадный генерал Роберт Кроуфорд                                                                            | Бригадный генерал Роберт Кроуфорд                                                    | Бригадный генерал Роберт Кроуфорд                                                          |
| Португальская дивизия | -                                        | Генерал-майор Джон Гамильтон                                                                                 | Генерал-майор Джон Гамильтон                                                         | Генерал-майор Джон Гамильтон                                                               |
| Независимые бригады   | -                                        | - Бригадный генерал Денис Пак - Бригадный генерал Александр Кэмпбелл - Бригадный генерал Фрэнсис Джон Колман | - Генерал-майор Барон Карл фон Альтен - Полковник Чарльз Эшворт - Кол Ричард Коллинз | - Бригадный генерал Денис Пак - Бригадный генерал Томас МакМахон - Полковник Чарльз Эшворт |

|                       | Июль 1812 года                                                   | Июнь 1813 г.                                                                                            | Ноябрь 1813 г. | Апрель 1814 г.                                                                                           |
| --------------------- | ---------------------------------------------------------------- | --- | --- | --- |
| Главнокомандующий     | Генерал-лейтенант герцог Веллингтон                              | Генерал-лейтенант герцог Веллингтон                                                                     | Фельдмаршал герцог Веллингтон | Фельдмаршал герцог Веллингтон                                                                            |
| Командиры корпусов    | Генерал-майор Роланд Хилл                                        | - Генерал-лейтенант Роланд Хилл - Генерал-лейтенант, граф Далхаузи - Генерал-лейтенант сэр Томас Грэхэм | - Генерал-лейтенант сэр Роланд Хилл - Генерал-лейтенант сэр Джон Хоуп - Генерал-майор барон Карл фон Альтен - Маршал сэр Уильям Карр Бересфорд | - Генерал-лейтенант сэр Роланд Хилл - Генерал-лейтенант сэр Джон Хоуп - Маршал сэр Уильям Карр Бересфорд |
| Кавалерия             | Генерал-лейтенант сэр Степлтон Коттон                            | Генерал-лейтенант сэр Степлтон Коттон                                                                   | Генерал-лейтенант сэр Степлтон Коттон | Генерал-лейтенант сэр Степлтон Коттон                                                                    |
| 1-я дивизия           | Генерал-майор Генри Фредерик Кэмпбелл                            | Генерал-майор Кеннет Александр Ховард                                                                   | Генерал-майор Кеннет Александр Ховард | Генерал-майор Кеннет Александр Ховард                                                                    |
| 2-й дивизия           | Генерал-майор Уильям Стюарт                                      | Генерал-лейтенант Уильям Стюарт                                                                         | Генерал-лейтенант Уильям Стюарт | Генерал-лейтенант Уильям Стюарт                                                                          |
| 3-я дивизия           | Полковник Хон Эдвард Пакенхем                                    | Генерал-лейтенант сэр Томас Пиктон                                                                      | Генерал-майор Чарльз Колвилл | Генерал-лейтенант сэр Томас Пиктон                                                                       |
| 4-я дивизия           | Генерал-майор Лоури Коул                                         | Генерал-лейтенант Лоури Коул                                                                            | Генерал-лейтенант Лоури Коул | Генерал-лейтенант Лоури Коул                                                                             |
| 5-я дивизия           | Генерал-майор Джеймс Лейт                                        | Генерал-майор Джон Освальд                                                                              | Генерал-майор Эндрю Хэй | Генерал-майор Эндрю Хэй                                                                                  |
| 6-я дивизия           | Генерал-майор Генри Клинтон                                      | Генерал-майор Генри Клинтон                                                                             | Генерал-лейтенант Генри Клинтон | Генерал-лейтенант Генри Клинтон                                                                          |
| 7-я дивизия           | Генерал-майор Джон Хоуп                                          | Генерал-лейтенант граф Далхаузи                                                                         | Генерал-майор Карлос Лекор | Генерал-майор Джордж Тауншенд Уокер                                                                      |
| Легкая дивизия        | Генерал-майор барон Карл фон Альтен                              | Генерал-майор барон Карл фон Альтен                                                                     | Генерал-майор барон Карл фон Альтен | Генерал-майор барон Карл фон Альтен                                                                      |
| Португальская дивизия | Генерал-майор Джон Гамильтон                                     | Генерал-майор Франсиско да Сильвейра                                                                    | Генерал-лейтенант сэр Джон Гамильтон | Генерал-майор Карлос Лекор                                                                               |
| Независимые бригады   | - Бригадный генерал Денис Пак - Бригадный генерал Томас Брэдфорд | - Бригадный генерал Денис Пак - Бригадный генерал Томас Брэдфорд                                        | - Генерал-майор лорд Айлмер - Бригадный генерал Джон Уилсон - Генерал-майор Томас Брэдфорд                                                     | - Генерал-майор лорд Айлмер - Генерал-майор Александр Кэмпбелл - Генерал-майор Томас Брэдфорд            |